# Takuya Muraoka
Takuya Muraoka (født 24. juli 1990) er en japansk fodboldspiller.
Han har spillet for flere forskellige klubber i sin karriere, herunder Shonan Bellmare og Fukushima United FC.